# Australomimetus daviesianus
Australomimetus daviesianus là một loài nhện trong họ Mimetidae.
Loài này thuộc chi Australomimetus. Australomimetus daviesianus được miêu tả năm 1986 bởi Heimer.